# Adolph Rupp Trophy
L'Adolph Rupp Trophy è stato un premio conferito fino al 2015 per il campionato di pallacanestro NCAA Division I. Gestito dal Commonwealth Athletic Club of Kentucky, è intitolato alla memoria di Adolph Rupp, storico allenatore della University of Kentucky.
È considerato uno dei premi di maggior importanza per la pallacanestro universitaria. I riconoscimenti vengono assegnati da una selezione indipendente di giornalisti sportivi, allenatori e dirigenti a livello nazionale. Il trofeo viene consegnato ogni anno durante le Final Four del campionato di pallacanestro NCAA Division I.

## Vincitori
- 1972 - Bill Walton,  UCLA Bruins
- 1973 - Bill Walton,  UCLA Bruins
- 1974 - Bill Walton,  UCLA Bruins
- 1975 - David Thompson,  NCSU Wolfpack
- 1976 - Scott May,  Indiana Hoosiers
- 1977 - Marques Johnson,  UCLA Bruins
- 1978 -  Butch Lee,  Marquette G. Eagles
- 1979 - Larry Bird,  Ind. St. Sycamores
- 1980 - Mark Aguirre,  DePaul B. Demons
- 1981 - Ralph Sampson,  Virginia Cavaliers
- 1982 - Ralph Sampson,  Virginia Cavaliers
- 1983 - Ralph Sampson,  Virginia Cavaliers
- 1984 - Michael Jordan,  N. Carol. Tar Heels
- 1985 - Patrick Ewing,  Georgetown Hoyas
- 1986 - Walter Berry,  St. John's R. Storm

- 1987 - David Robinson,  Navy Midshipmen
- 1988 - Hersey Hawkins,  Bradley Braves
- 1989 - Sean Elliott,  Arizona Wildcats
- 1990 - Lionel Simmons,  La Salle Explorers
- 1991 - Shaquille O'Neal,  LSU Tigers
- 1992 - Christian Laettner,  Duke Blue Devils
- 1993 - Calbert Cheaney,  Indiana Hoosiers
- 1994 - Glenn Robinson,  Purdue Boilermakers
- 1995 - Joe Smith,  Maryland Terrapins
- 1996 - Marcus Camby,  UMass Minutemen
- 1997 - Tim Duncan,  W.F. Dem. Deacons
- 1998 - Antawn Jamison,  N. Carol. Tar Heels
- 1999 - Elton Brand,  Duke Blue Devils
- 2000 - Kenyon Martin,  Cincinnati Bearcats
- 2001 - Shane Battier,  Duke Blue Devils

- 2002 - Jay Williams,  Duke Blue Devils
- 2003 - David West,  Xavier Musketeers
- 2004 - Jameer Nelson,  St. Joseph's Hawks
- 2005 - J.J. Redick,  Duke Blue Devils
- 2006 - J.J. Redick,  Duke Blue Devils
- 2007 - Kevin Durant,  Texas Longhorns
- 2008 - Tyler Hansbrough,  N. Carol. Tar Heels
- 2009 - Blake Griffin,  Oklahoma Sooners
- 2010 - John Wall,  Kentucky Wildcats
- 2011 - Jimmer Fredette,  BYU Cougars
- 2012 - Anthony Davis,  Kentucky Wildcats
- 2013 - Victor Oladipo,  Indiana Hoosiers
- 2014 - Doug McDermott,  Creighton Bluejays
- 2015 - Frank Kaminsky,  Wisconsin Badgers